# Грузијска Совјетска Социјалистичка Република
Грузијска Совјетска Социјалистичка Република (груз. საქართველოს საბჭოთა სოციალისტური რესპუბლიკა; рус. Грузинская Советская Социалистическая Республика) је била једна од република које су сачињавале Совјетски Савез. Основана је 25. фебруара 1921. године. Од 12. марта 1922. до 5. децембра 1936. године била је у саставу Транскавкаске СФСР. Постала је независна након распада Совјетског Савеза, 26. децембра 1991. године.

## Историја
Након повлачења снага Антанте из Закавказја, снаге руске Црвене армије поразиле су Грузијску Демократску Републику. Након тога је 21. фебруара 1921. године проглашена Грузијска Совјетска Социајлистичка Република. Другог марта 1922. године, донесен је први Устав Грузијске ССР.
Грузијска ССР је, од 12. марта 1922. до 5. децембра 1936. године, била део Транскавкаске СФСР, заједно са Јерменском и Азербејџанском ССР. Главна политичка личност тог периода у Грузији био је Лаврентиј Берија, тада први секретар Централног комитета Комунистичке партије Грузије. За време Беријине власти над тајном полицијом, у периодима 1935—1938, 1942. и 1945—1951. године страдало је око 150.000 особа.

### Други светски рат
Хитлеров план након инвазије на Совјетски Савез, јуна 1941. године, био је да што пре стигне до грузијских поља нафте, али немачке снаге нису успеле да дођу до Кавказа. Из Грузије се на страни Црвене армије борило око 700.000 војника, од којих је 350.000 погинуло. Одређен број антисовјетски расположених Грузина борио се и на страни Немаца, у Грузијској легији. У овом раздобљу, Стаљин је наредио депортовање Чечена, Ингуша, Карачајаца и Балкара са северног Кавказа из страха да не би сарађивали с окупатором и укинуо њихове аутономне републике. Поједине територије тих република биле су до 1957. године прикључене Грузијској ССР.

### Послератни период
Стаљинова подршка родољубивом јединству за време рата, привремено је утишала снагу грузијског национализма. Једна од последица тога биле су студентске демонстрације у Тбилисију против Хрушчовљеве политкике дестаљинизације, 9. марта 1956. године. У сузбијању демонстрација смртно је страдало око стотину студената.
Хрушчов је 1950-их потакао децентрализацију у совјетском господарству, што су грузијски партијски функционери искористили за сопствене пробитке. Тако је уз званичну државно диригирану економију постојала и прикривена псевдо-капиталистичка економија. Због тога је Грузија била једна од економски успешнијих совјетских држава, али и с високим степеном корупције.
Пошто корупције у Совјетском Савезу скоро да није и било, власти у Москви одлучиле су предузети кораке у њеном сузбијању. Најистакнутија личност у борби против корупције био је Едуард Шеварднадзе, грузијски министар унутрашњих послова од 1964. до 1972. године. Шеварнадзе је уклонио с позиције Васила Мжаванадзеа, корумпираног првог секретара Грузијске КП. Након тога је Шеварнадзе постао нови секретар грузијске партије, уз одобравање Моксве. Он је за време своје владавине, од 1972. до 1985, био способан вођа Грузије, период у коме је стабилизовао економију и отпустио хиљаде корумпираних чиновника.
Грузијски национализам поново је избио на површину 1978. године, када је влада у Москви наредила ревизију уставног статуса грузијског језика, као званичног језика Грузије. Притиснута демонстрацијама 14. априла 1978, Москва је исте године одобрила Шеварнадзеову уставну гаранцију. После тога је 14. април установљен као Дан грузијског језика.
Пошто је Шеварнадзе 1985. године постао совјетски министар спољних послова, у Грузији га је заменио Јумбер Патијашвили. Патијашвили је био конзервативни комунист, који није умео да се носи с изазовима Перестројке. Утицај националиста растао је до краја 1980-их, због чега су често долазили у сукоб са комунистима. Совјетске трупе су, 9. априла 1989. године, приликом сузбијања мирних демонстрација, убиле 20 Грузина, а стотине су рањене. Након овог инцидента, чак су и неки грузијски комунисти почели да разматрају да је једино решење тензија независност Грузије.
У републици су, 28. октобра 1990. године, одржани парламентарни избори, а 15. новембра Грузијска ССР је преименована у Републику Грузију. Њен тадашњи председник, Звијад Гамсахурдија, прогласио је независност 9. априла 1991. године. Совјетска влада није признала ово јендострано проглашење независности, па је Грузија остала делом Совјетског Савеза све до његовог званичног распуштања 25. децембра 1991. године.

## Функционери Грузијске ССР

### Председници
- Председник Револуционарног комитета
  - Мамија Орахелишвили, в.д. (25. фебруар 1921—6. март 1921)
  - Филип Махарадзе (6. март 1921—7. јул 1921)
  - Поликарп Мдивани (7. јул 1921—28. фебруар 1922)
  - Филип Махарадзе (28. фебруар 1922. – октобар 1922)
  - Иван Стуруа (октобар 1922. – јануар 1923)
  - Михаил Цхакаја (22. јануар 1923. – јун 1925)
  - Филип Махарадзе (јун 1925—14. јун 1927)
  - Лаврентиј Картвелишвили (14. јун 1927. – април 1928)
  - Филип Махарадзе (април 1928. – јун 1929)
  - Михаил Цхакаја (јун 1929. – децембар 1930)
  - Филип Махарадзе (јануар 1931. – јул 1938)
- Председник Президијума врховног совјета
  - Филип Махарадзе (10. јул 1938—10. децембар 1941)
  - Георгиј Стуруа (14. децембар 1941—26. март 1948)
  - Василиј Гогуа (26. март 1948—6. април 1952)
  - Захариј Чхубианишвили (6. април 1952—15. април 1953)
  - Владимир Цховребашвили (15. април 1953—29. октобар 1953)
  - Мирон Чубинидзе (29. октобар 1953—17. април 1959)
  - Георгиј Дзоценидзе (18. април 1959—6. јануар 1976)
  - Павел Гилашвили (26. јануар 1976—29. март 1989)
  - Отар Черкезија (29. март 1989—17. новембар 1989)
  - Гиви Гумбаридзе (17. новембар 1989—14. новембар 1990)
- Председник Врховног совјета
  - Звијад Гамсахурдија (14. новембар 1990—14. април 1991)

### Премијери
- Председник Већа народних комесара
  - Поликарп Мдивани (7. март 1922. – април 1922)
  - Сергеј Кавтарадзе (април 1922. – јануар 1923)
  - Шалва Елијава (јануар 1923. – јун 1927)
  - Лаврентиј Картвелишвили (јун 1927—1929)
  - Филип Махарадзе (јун 1929. – јануар 1931)
  - Владимир Сухишвили (јануар 1931—22. септембар 1931)
  - Герман Мгалоблишвили (22. септембар 1931. – јун 1937)
  - Валериан Бакрадзе (9. јул 1937—15. април 1946)
- Председник Већа министара
  - Валериан Бакрадзе (15. април 1946. – децембар 1946)
  - Захариј Чхубианишвили (децембар 1946—6. април 1952)
  - Захариј Кечховели (6. април 1952—16. април 1953)
  - Валериан Бакрадзе (16. април 1953—20. септембар 1953)
  - Гиви Џавахишвили (21. септембар 1953—17. децембар 1975)
  - Зураб Патаридзе (7. децембар 1975—5. јун 1982)
  - Дмитриј Картвелишвили (5. јун 1982—12. април 1986)
  - Отар Черкезија (12. април 1986—29. март 1989)
  - Зураб Чхеидзе (29. март 1989—14. април 1989)
  - Нодари Читанава (14. април 1989—15. новембар 1990)
  - Тенгиз Сиуга (15. новембар 1990—18. август 1991)[4]